# Caïres Nègres du Pélago
Les caïres Nègres du Pélago sont un ensemble de deux cimes situées dans le haut Boréon, dans le département français des Alpes-Maritimes.

## Toponymie
Le toponyme Pélago pourrait dériver des racines pel, signifiant « mont, sommet », et ag signifiant « aigu, pointu ».

## Géographie
Les caïres Nègres du Pélago font partie du chaînon du Pélago, dont le point culminant est le mont Pélago. Ils sont constitués de deux cimes, sud (2 741 m) et nord (2 745 m) séparées par la brèche des caïres Nègres. Au nord-est, la baisse des caïres Nègres sépare la cime nord de la cime de Baissette, et au nord-ouest se trouve le caïre des Erps. Les caïres Nègres du Pélago séparent le vallon des Erps (à l'ouest) du vallon Sangué (à l'est). Les caïres Nègres du Pélago sont situés dans le parc national du Mercantour. D'un point de vue géologique, les caïres Nègres du Pélago sont constitués d'anatexites

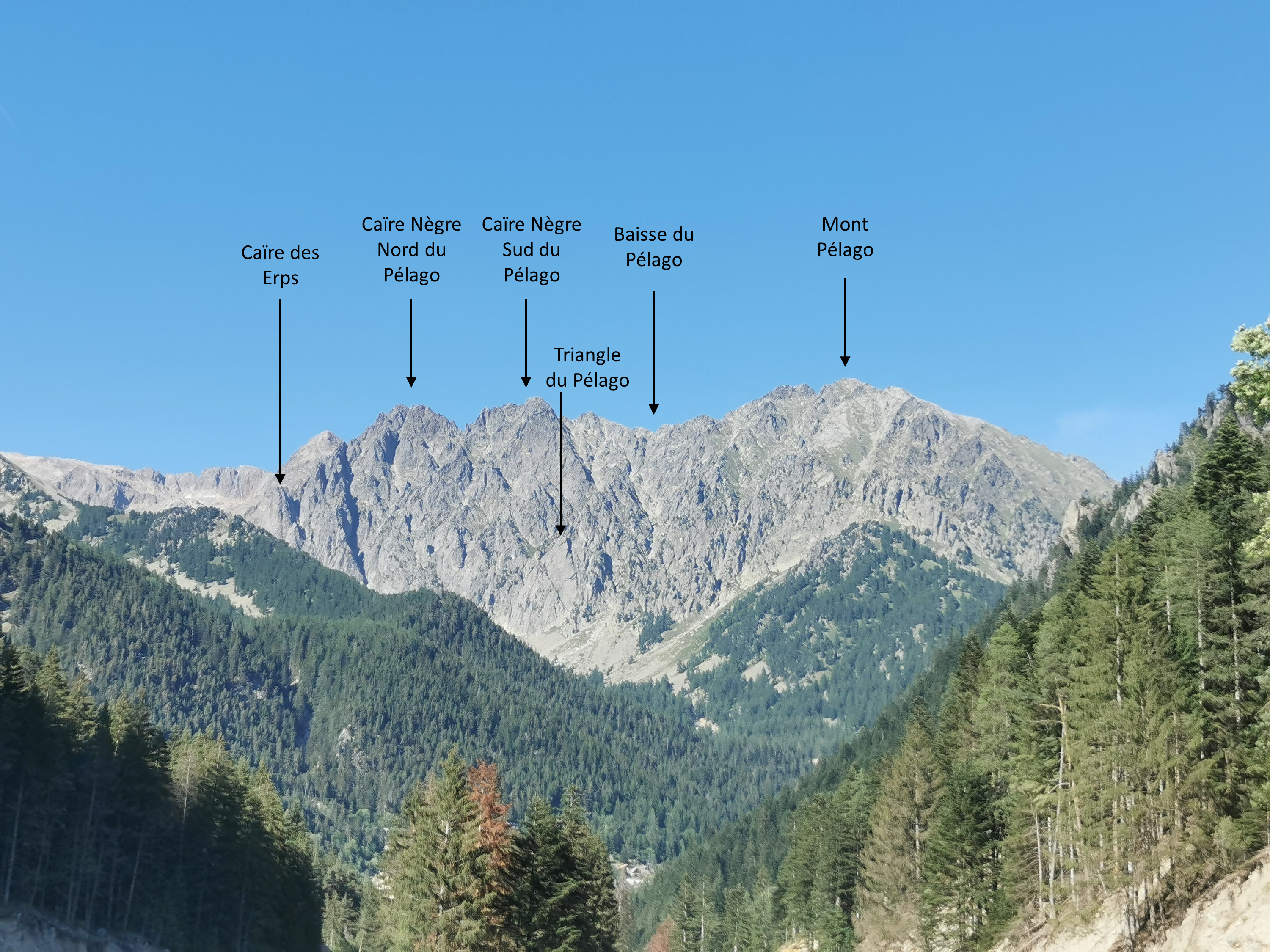
Vue de la face ouest du chaînon du Pélago.

## Histoire
La première ascension documentée est la traversée des arêtes, réalisée par Victor de Cessole et Jean Plent, le 30 juin 1898. La première ascension hivernale, par ce même itinéraire, a été effectué par C. Jacquin et P. Philippeau, le 24 janvier 1934.

## Accès
L'accès s'effectue en général par les arêtes sommitales, depuis le sommet du mont Pélago. Du hameau du Boréon, l'itinéraire remonte le vallon des Erps, puis le versant sud-ouest du mont Pélago, jusqu'à son sommet. L'arête est ensuite parcourue par son versant est, jusqu'au caïre sud puis nord,.